# Son Kab-to
Son Kab-to (korejsky 손 갑도, anglickým přepisem: Son Gab-do; * 12. července 1960) je bývalý jihokorejský zápasník, volnostylař. V roce 1984 vybojoval na olympijských hrách v Los Angeles bronzovou medaili v kategorii do 48 kg.
Třikrát startoval na mistrovství světa, v roce 1981 vybojoval stříbrnou medaili, v roce 1979 čtvrté a v roce 1982 páté místo. V roce 1982 a 1986 vybojoval bronz na Asijských hrách.